# Cecidomyia simplex
Cecidomyia simplex är en tvåvingeart som först beskrevs av Friedrich Hermann Loew 1850.  Cecidomyia simplex ingår i släktet Cecidomyia och familjen gallmyggor.
Artens utbredningsområde är Polen. Inga underarter finns listade i Catalogue of Life.